# Parajubaea
Voanioala 
Parajubaea, biljni rod iz porodice palmovki smješten u podtribus Attaleinae, dio tribusa Cocoseae, potporodica Arecoideae. 
U rod su uključene tri južnoameričke vrste rasprostranjene od Kolumbije na sjeveru, na jug do Bolivije i Perua.
Mezokarp je mesnat, sladak i jestiv; sjeme sadrži korisno ulje.

## Vrste
1. Parajubaea cocoides Burret
2. Parajubaea sunkha M.Moraes
3. Parajubaea torallyi (Mart.) Burret